# Ezio Loik
Ezio Loik (26 de setembre de 1919 - 4 de maig de 1949) fou un futbolista italià de la dècada de 1940.
Nascut a Fiume (actual Croàcia) pel que fa a clubs, defensà els colors de Fiumana, AC Milan, Venezia i Torino FC.
Fou 9 cops internacional amb la selecció italiana.
Va morir el 1949 a l'accident aeri de Superga, juntament amb els seus companys del Grande Torino.

## Palmarès
Venezia
- Coppa Italia: 1940-41

Torino
- Serie A: 1942-43, 1945-46, 1946-47, 1947-48, 1948-49
- Coppa Italia: 1942-43